# Condado de Ashtabula
O Condado de Ashtabula é um dos 88 condados do estado americano de Ohio. A sede do condado é Jefferson, e sua maior cidade é Ashtabula. O condado possui uma área de 3 544 km² (dos quais 1 725 km² estão cobertos por água), uma população de 102 728 habitantes, e uma densidade populacional de 56 hab/km² (segundo o censo nacional de 2000). O condado foi fundado em 1808.